# بنجامين كريسب
بنجامين كريسب هو سياسي نيوزيلندي، ولد في 11 مايو 1808، وتوفي في 2 سبتمبر 1901.